# Institut Maimònides de Casablanca
L'Institut Maimònides de Casablanca (Lyceé Maïmonide de Casablanca en francès) és un institut associat però no gestionat directament per l'Agència per a l'Educació Francesa a l'Estranger (AEFE).
L'escola secundària està situada en el districte de Ziraoui a la ciutat de Casablanca, Marroc, davant de l'escola secundària Lyautey. L'Institut Maimònides és l'escola secundària israelita més gran del Marroc i d'Àfrica, en termes de superfície i en nombre d'estudiants jueus, seguit molt de prop per l'escola normal hebrea (Escola Normal Jueva).
Aquest institut imparteix tots els nivells des del sisè grau fins al darrer any. Cada classe té una mitjana de 21 estudiants. Molts antics alumnes d'aquesta escola estan presents a tot el món, especialment a les comunitats jueves del Canadà, França, Estats Units i Israel. Maimònides, és una escola secundària on poden coexistir els estudiants de confessió jueva i els estudiants de religió musulmana. El director actual de l'escola des de l'any 2000 és el jueu Shimon Cohen de França.
El nom de l'escola secundària Maimònides de Casablanca, prové del nom de Moixè ben Maimón (Maimònides), considerat com una de les figures més importants del judaisme de tots els temps, fins al punt de ser comparat en el seu epitafi amb el profeta Moisès. Maimònides va ser un dels pocs pensadors del judaisme medieval, la influència del qual va brillar més enllà dels cercles jueus.